# 側帶結魚
側帶結魚（学名：Tor laterivittatus）为輻鰭魚綱鯉形目鲤科的其中一種，分布於亞洲寮國及中國間的湄公河流域，體長可達60公分。

## 扩展阅读
維基物種上的相關：側帶結魚